# Kawasaki Ninja H2
La Kawasaki Ninja H2 è una moto supersportiva stradale costruita dal 2015 dalla casa motociclistica giapponese Kawasaki.

## Nome
Il nome della moto è composto dalla nomenclatura "Ninja", che identifica la famiglia delle Kawasaki più prestazionali e da "H2", che vuole richiamare il modello Kawasaki 750 H2 presentato nel 1971, una moto a tre cilindri a 2 tempi.

## Profilo
La Kawasaki Ninja H2 è una "supersportiva sovralimentata", ovvero dotata di un compressore centrifugo ed è inserita nella serie Ninja.

### Presentazione
La H2 è stata annunciata il 1º settembre 2014, mentre la versione più potente e da pista, la Ninja H2R, è stata introdotta al Intermot di Colonia il 30 settembre 2014; la H2 è stata presentata per la prima volta dal vivo al pubblico nel novembre 2014 alla EICMA di Milano. Al momento della presentazione era la più potente e veloce moto di serie sul mercato.

### Tecnica

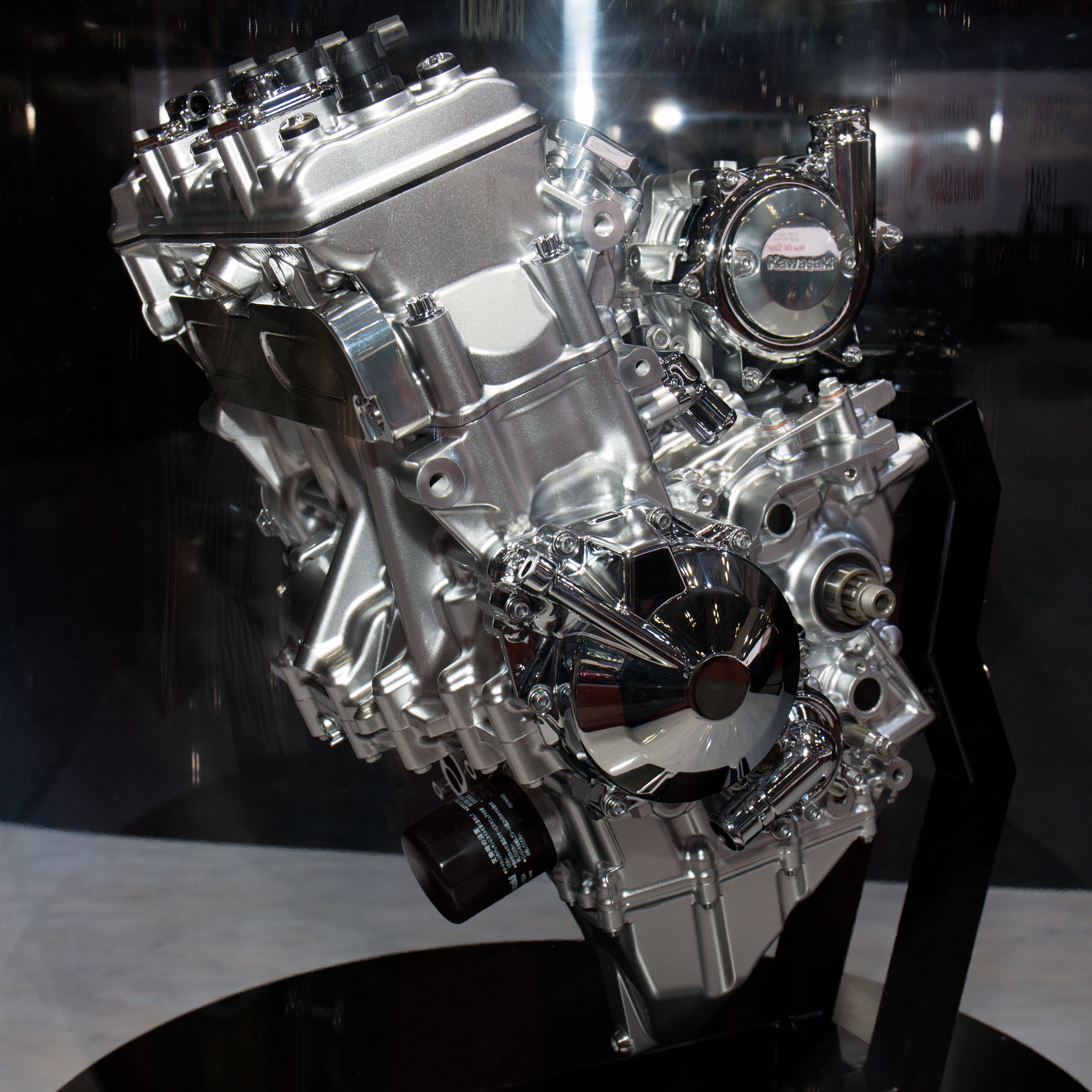
Dettaglio del motore compresso di una Ninja H2

Sulla H2, il motore è un quattro cilindri dalla cilindrata di 998 cm³ raffreddato a liquido con distribuzione DOHC a 16 valvole, dalla potenza di 200 CV erogati a 11.000 giri/min e dalla coppia di 133,5 Nm disponibile a 10.500 giri/min. I cerchi sono da 17 pollici e vestono pneumatici anteriori da 120/70ZR17M/C (58W) e posteriori da 200/55ZR17M/C (78W). Il sistema frenante è costruito dalla Brembo, composto all'anteriore da due dischi da 330 mm con pinze a 4 pistoncini e al posteriore da un disco da 250 mm con pinza a 2 pistoncini, con l'ABS che è di serie. Le sospensioni sono composte da una forcella rovesciata da 43 mm completamente regolabile all'anteriore e da un monoammortizzatore Uni-Trak completamente regolabile al posteriore. L'elettronica è supportata dal controllo della trazione, ride-by-wire, Quick Shifter e dal launch control. Altri dettagli tecnici comprendono il serbatoio che è da 17 litri, l'altezza della sella che è pari 825 mm e il peso in ordine di marcia che è di 238 Kg.

### Prestazioni
La rivista Cycle World ha registrato un tempo sul 1/4 di miglio di 9,62 secondi con velocità di uscita di 152,01 mph (244,64 km/h), un'accelerazione da 0 a 60 mph (0 a 96 km/h) in 2,6 secondi e una velocità massima di 183 mph (295 km/h).

### Fine ed eredità
La versione originale "Kawasaki Ninja H2" originale venne prodotta per 6 anni dal 2015 al 2020, il nome H2 e le caratteristiche introdotte dal progetto originario vennero adottate dalle versioni derivate, che hanno continuato ad utilizzare ed ottimizzare la soluzione inedita del progetto madre (H2R, H2 SX e Z H2).

## Versioni derivate
Dalla "H2" vennero prodotti differenti motociclette, che hanno esteso ed ottimizzato il progetto originale per altri usi, in modo da diversificare l'offerta.

### La versione da pista H2R

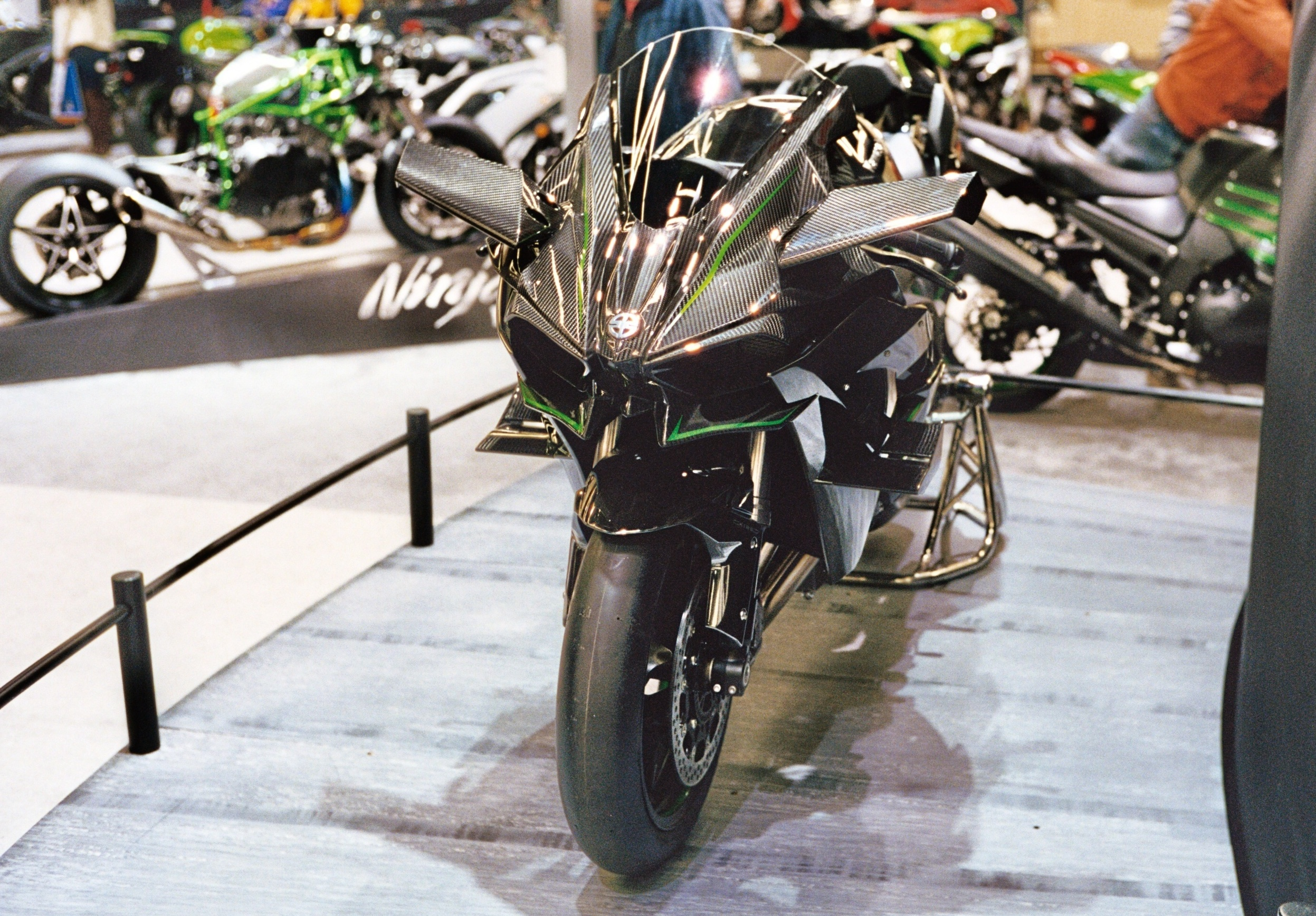
Vista frontale di una Kawasaki Ninja H2R

La versione da pista venne prodotta dal 2015 ed è denominata H2R, ha il 50% in più di potenza rispetto alla versione stradale, con una potenza che raggiunge i 310 CV a 14.000 giri/min grazie a una modifica al compressore, che garantisce una maggiore pressione di sovralimentazione; gran parte della carenatura è in fibra di carbonio (come la H2 Carbon) e i retrovisori, presenti sulla versione stradale, sono sostituiti da alette aerodinamiche. Il prezzo della H2R sul mercato italiano è quasi il doppio rispetto alla versione stradale.

### La versione turistica H2 SX

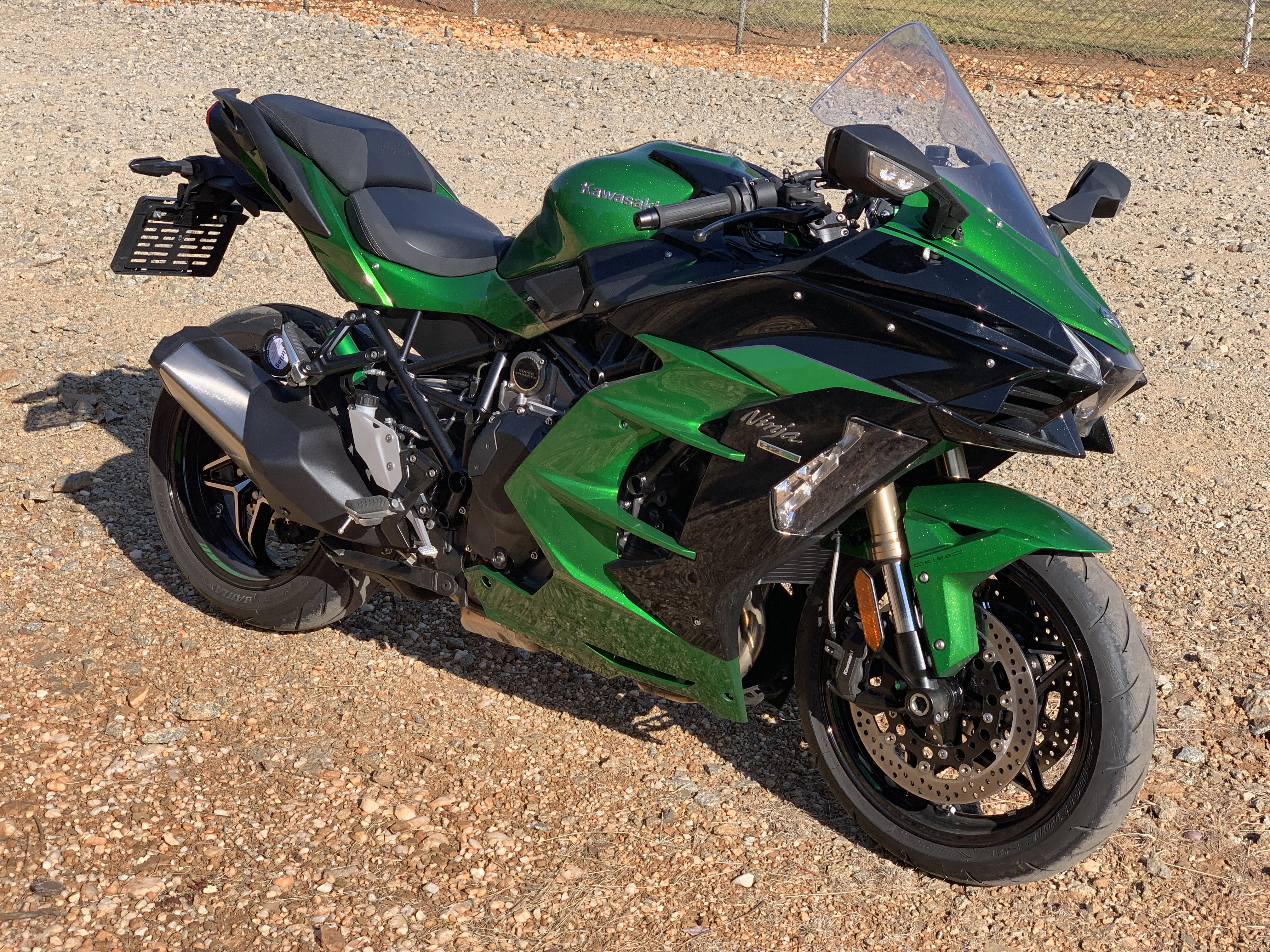
Vista di una Kawasaki Ninja H2 SX

La versione turistica debutta nel 2018, è denominata H2 SX o H2 SX SE, ha una maggiore coppia e ad un regime inferiore rispetto alla versione stradale, con una coppia che raggiunge i 137.3 N∙m a 8.500 giri/min, la carenatura è molto più estesa, coprendo in modo molto più consistente il motore, soprattutto la parte inferiore, inoltre vengono inglobati anche due proiettori accessori, il peso in ordine di marcia aumenta di circa 30 kg, arrivando a 267 kg, inoltre è disponibile nelle versioni "Tourer" (con borse laterali da viaggio), Performances (senza borse, ma con scarico e alcuni accessori differenti) e Performances tourer.

### La versione nuda Z H2

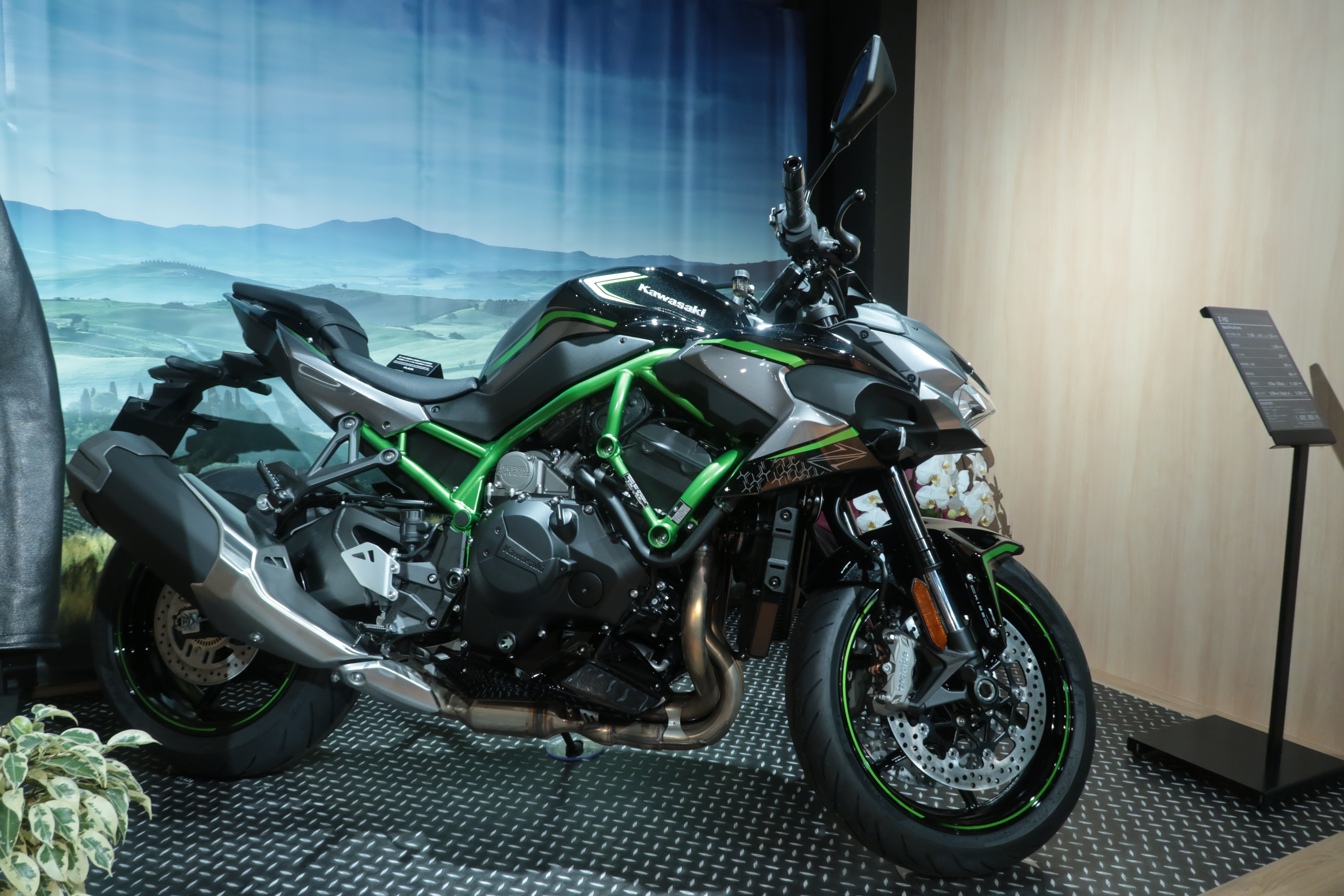
Vista di una Kawasaki Z H2

La versione nuda debutta nel 2020, è denominata Kawasaki Z H2 o Kawasaki Z H2 SE, ha lo stesso motore e prestazioni della H2 SX, ma in questo caso la carenatura è ridotta al minimo, con giusto il reggifaro e senza cupolino, inoltre il codino della moto viene rastremato e ridotto di volume.